# Unigio
Unigio, también citado como Unigerio, Onisis, Onigisis y Onegisis, fue un religioso hispanovisigodo, obispo de Ávila aproximadamente entre los años 682 a 687.
Con un episcopado de corta duración, está documentado el 4 de noviembre de 683 como firmante de los Cánones resultantes del XIII Concilio de Toledo, y aparece en la posición 39.ª como uno de los prelados presentes más noveles, pues solo figura delante de 9 de ellos. El dato está en concordancia con que dos años antes, en 681, su predecesor Asfalio, hubo asistido al concilio anterior. Por tanto la consagración de Unigio era reciente, tal vez en 682. Debió morir sobre el 687 o 688, año en que aparece documentado ya su sucesor Juan.